# كلية الطب (جامعة الأقصر)
كلية الطب جامعة الأقصر هي كلية طب حكومية مصرية صدر القرار الوزارى رقم 9817 بتاريخ 29 سبتمبر لسنة 2021، لبدء الدراسة بها.

## النشأة
في 25 من سبتمبر 2021، وافق المجلس الأعلى للجامعات على بدء الدراسة بكلية الطب جامعة الأقصر.

## مبني الكلية
مبنى كلية الطب بالجامعة بمدينة طيبة، والمقام على مساحة 13 الف متر مربع ويضم مدرجات وقاعات التدريس، بالإضافة إلى فصول دراسية ومكاتب للعميد والوكلاء وأعضاء هيئة التدريس ومعاونيهم ومكاتب للإداريين ومعامل لقسم التشريح الآدمي ومعمل الفسيولوجي والهستولوجي والطفيليات والميكروبيولوجي والباثولوجي والفارماكولوجي والطب الشرعي والسموم الإكلينيكية والمكتبة، ومركزا للاختبارات الالكترونية بالإضافة إلى مباني للرعاية الطبية والخدمات ومسجد وكافتريا ومسطحات خضراء وجراج للسيارات خدمة العملية التعليمية بكلية الطب.

## مستشفي الجامعة
تم تخصيص ارض بمساحة 5 افدنة لاقامة مستشفى للجامعة بمدينة طيبة وتوقيع بروتوكول تعاون لتدريب طلاب الكلية بمستشفى الكرنك الدولى وذلك ضمن الإجراءات التنفيذية التي اتخذتها الجامعة حتى صدرت الموافقة على بدء الدراسة بكلية الطب البشري بجامعة الأقصر.
بدأ تفعيل بروتوكول التعاون بين جامعه الأقصر ممثله في كليه طب الأقصر ووزارة الصحة المصرية ممثله في مستشفى الأقصر العام من أجل تشغيل مستشفى الأقصر العام كمستشفى جامعي لحين إنشاء مستشفى الأقصر الجامعي بمدينه طيبة. تم وضع حجر الأساس لمستشفى الأقصر الجامعي بمدينه طيبه بسعة 150 سرير كمرحلة أولى.